# Ульоа (Колумбия)
Ульоа (исп. Ulloa) — город и муниципалитет на западе Колумбии, на территории департамента Валье-дель-Каука. Входит в состав Северного субрегиона.

## История
Поселение, из которого позднее вырос город, было основано в 1922 году. Муниципалитет Ульоа был выделен в отдельную административную единицу в 1928 году.

## Географическое положение

Муниципалитет Ульоа

Город расположен в северной части департамента, в гористой местности Западной Кордильеры, на левом берегу реки Барбас (бассейн реки Каука), на расстоянии приблизительно 157 километров к северо-востоку от города Кали, административного центра департамента. Абсолютная высота — 1353 метра над уровнем моря.
Муниципалитет Ульоа граничит на юге с территорией муниципалитета Алькала, на западе — с муниципалитетом Картаго, на севере — с территорией департамента Рисаральда, на востоке — с территорией департамента Киндио. Площадь муниципалитета составляет 42,44 км².

## Население
По данным Национального административного департамента статистики Колумбии, совокупная численность населения города и муниципалитета в 2015 году составляла 5457 человек.
Динамика численности населения муниципалитета по годам:
| 2005 | 2006 | 2007 | 2008 | 2009 | 2010 | 2011 | 2012 | 2013 | 2014 | 2015 |
| ---- | ---- | ---- | ---- | ---- | ---- | ---- | ---- | ---- | ---- | ---- |
| 5745 | 5722 | 5698 | 5673 | 5646 | 5618 | 5589 | 5558 | 5526 | 5492 | 5457 |

Согласно данным переписи 2005 года мужчины составляли 51,2 % от населения Ульоа, женщины — соответственно 48,8 %. В расовом отношении белые и метисы составляли 98,8 % от населения города; негры, мулаты и райсальцы — 1,1 %; индейцы — 0,1 %.
Уровень грамотности среди всего населения составлял 85,8 %.

## Экономика
Основу экономики Ульоа составляет сельское хозяйство.
60,3 % от общего числа городских и муниципальных предприятий составляют предприятия торговой сферы, 32,1 % — предприятия сферы обслуживания, 6,5 % — промышленные предприятия, 1,1 % — предприятия иных отраслей экономики.